# Jonathan Ohayon
Jonathan Ohayon, född 10 januari 1972, är en kanadensisk bågskytt. Han deltog vid olympiska sommarspelen 2004.